# King Power Stadium
King Power Stadium (cunoscut și sub numele de Filbert Way sau Leicester City Stadium datorită reglementărilor de sponsorizare ale UEFA și cunoscut anterior ca Walkers Stadium) este un stadion de fotbal din Leicester, Anglia. Este stadionul pe care joacă meciurile pe teren propriu echipa Leicester City din Premier League. Stadionul cu toate locurile pe scaune a fost deschis în 2002 și are o capacitate de 32.312. Este numit după grupul de vânzare cu amănuntul King Power,, companie deținută de proprietarii clubului.

## Istorie

### Context și construcție
Stadionul anterior din Leicester se afla pe Filbert Way aflată în apropiere încă din 1891. A fost modernizat treptat în cursul secolului al XX-lea și, odată cu apariția Raportului Taylor în ianuarie 1990, toate cluburile din primele două divizii de fotbal din Anglia au fost obligate să aibă stadioane cu locuri pe scaune până în august 1994, directorii Leicester City au început să investigheze construirea unui nou stadion la începutul anilor 1990, dar au decis să reamenajeze stadionul prin construirea unei tribune noi pe o parte a Filbert Way și montarea de scaune în tribunele care nu aveau scaune, oferind stadionului o capacitate totală de 21.500 locuri până în sezonul 1994–95.
Transformarea Filbert Street într-un stadion cu toate locurile pe scaune a coincis cu promovarea echipei în Premier League după un exil de șapte ani din prima divizie, iar odată cu retrogradarea lor, după doar un sezon în prima ligă, capacitatea de 21.500 de locuri a părut a fi adecvată.
Cu toate acestea, succesul de la sfârșitul anilor '90 a dus la creșterea numărului de spectatori, ceea ce a însemnat practic toate jocurile de pe Filbert Street erau vândute până la sfârșitul deceniului. Relocarea a apărut din nou pe tapet; mai multe cluburi de dimensiuni similare s-au mutat pe stadioane noi în această perioadă, inclusiv rivalii lui Leicester, Stoke City și Derby County.
La începutul anului 1998, au fost anunțate planuri pentru un stadion de 40.000 de locuri care va fi construit pe Bede Island South la timp pentru începutul sezonului 2000–2001, dar acestea au fost abandonate la 5 ianuarie 2000. Președintele John Elsom a promis alte opțiuni, inclusiv relocarea pe alt teren sau choar reabilitarea ulterioară a Filbert Street, sperând că oricare dintre opțiuni urma să se materializeze până în august 2002.
Opțiunea de relocare a fost curând stabilită, întrucât planurile au fost prezentate la 2 noiembrie 2000 pentru un stadion de 32.000 de locuri în apropierea Freeman's Whar, 2003-2004 fiind data de finalizare preconizată, deși s-a sugerat că relocarea ar putea avea loc la începutul sezonului 2002–03. Lucrările la stadion au început în vara anului 2001, iar până la 10 octombrie în acel an s-a confirmat că noul stadion va fi gata pentru sezonul 2002–2003.
Stadionul a fost finalizat la timp în vara anului 2002. Cu toate acestea, nu a fost un început ușor pe noul lor stadion, întrucât echipa tocmai retrogradase din Premier League și avea de plătit o datorie de peste 30 de milioane de lire sterline. Se spune că stadionul ar fi costat aproximativ 37 de milioane de lire sterline pentru a fi construit.
Recordul de asistență la un meci de fotbal a fost de 32.242, pentru primul joc de pe tern propriu al lui Leicester City din sezonul 2015-16 împotriva echipei Sunderland. Prezența record generală pe stadion este considerată a fi între 32.488-32.500, pentru un meci de rugby între Leicester Tigers și Bath în 2006. Acest lucru se datorează faptului că acest meci de rugby a avut loc înainte ca locurile dintre susținătorii echipei și cei ai echipei rivale să fie eliminate, reducând capacitatea stadionului de la 32.500 la 32.262.

### Inaugurare
Stadionul a fost inaugurat oficial de fostul atacant al celor de la Leicester, Gary Lineker, la 23 iulie 2002. A folosit o pereche uriașă de foarfece pentru a tăia o panglică pe teren după ce a ajuns pe stadion într-un camion Walkers. Primul meci de pe noul stadion a fost un meci amical împotriva echipei basce Athletic Bilbao, la 4 august 2002. Partida s-a terminat 1-1, Tiko marcând primul gol pe stadion, iar Jordan Stewart a marcat primul gol al lui Leicester. Asistența a fost de aproximativ 24.000 de persoane (nu a fost înregistrată o cifră oficială din cauza unei probleme de computer). Primul meci competitiv a avut loc șase zile mai târziu, iar Leicester a învins pe Watford cu 2-0 în fața unei asistențe de aproape 31.022 de persoane. Brian Deane a marcat ambele goluri. Leicester a încheiat sezonul 2002–2003 promovând din nou în Premier League, pierzând doar două partide pe acest stadion în sezon.

## Denumirea
În 2002, foștii sponsori prezenți pe tricourile Leicester City, Walkers, au semnat un contract de zece ani pentru drepturile de numire a stadionului. Acordul a fost înlocuit la jumătatea perioadei, în mai 2007, când au plătit din nou o sumă de șapte cifre pentru a-și prelungi sponsorizarea stadionului până în 2017. Inițial, terenul trebuia să fie numit „Walkers Bowl”, dar numele a fost abandonat după ce fanii au obiectat pe motiv că numele era prea „american” (referindu-se la conceptul american de joc de fotbal din colegiile americane). În urma unei petiții a fanilor, numele a fost rapid schimbat în „Walkers Stadium”; cu toate acestea, unii fani erau încă nemulțumiți de faptul că numele făcea referire doar la sponsor, fără nicio referire la Leicester City, cum ar fi „Filbert”, „Fosse” sau „Vulpile”. În consecință, stadionul era numit uneori în mod derogatoriu (atât de suporterii de echipei, cât și de către cei ai echipelor adverse) drept „crispy bowl”, cu referire la cele mai cunoscute produse ale Walkers. Drepturile de numire au fost vândute către King Power pentru sezonul 2011–2012.
Unii fani se referă la stadion ca Filbert Way după adresa acestuia, păstrând o legătură cu trecutul, în timp ce alții se referă la el ca Freeman's Wharf, după zona orașului în care se află stadionul. În timpul Cupei Mondiale de Rugby din 2015 și a meciurilor din Ligii Campionilor UEFA 2016–17, stadionul a fost cunoscut sub numele de Leicester City Stadium.

## Designul stadionului
King Power Stadium are patru tribune care se unesc fiecare în colțuri și, la fel ca multe alte stadioane de fotbal din Anglia, tribunele sale sunt numite după punctele cardinale (adică, respectiv, nord, est, sud și vest). Suporterii echipelor din deplasare sunt situați în colțul dintre tribuna de nord și cea de est.

## Dezvoltare
În 2015, vicepreședintele Aiyawatt Srivaddhanaprabha a declarat că există planuri pentru a crește capacitatea stadionului la aproximativ 42.000. De asemenea, a fost luată în considerare relocarea pe un teren mai mare. În aprilie 2018, s-a anunțat că planurile inițiale pentru extinderea și dezvoltarea King Power Stadium este în curs de desfășurare.